# Sky Limit
Sky Limit (stiliserat SKY☆LiMiT) är en låt skriven och framförd av Yohio. Låten släpptes som debutsingel för hans solokarriär i Japan den 28 mars 2012 av Universal Music Japan.. Låten är framförd på japanska och är egentligen ämnad för den japanska marknaden, men är sedan 8 augusti 2012 även utgiven i Sverige digitalt och som streaming i samband med EP:n Reach the Sky.